# Jaroslav Timko
Jaroslav Timko (Valaliky, 28 settembre 1965) è un ex calciatore slovacco, di ruolo attaccante.